# النويدرات (الركيبات)
النويدرات هو دُوَّار يقع بجماعة بوشان، إقليم الرحامنة، جهة مراكش آسفي في المملكة المغربية. ينتمي الدوّار لمشيخة الركيبات التي تضم 5 دواوير. يقدر عدد سكانه بـ 526 نسمة حسب الإحصاء الرسمي للسكان والسكنى لسنة 2004.

## روابط خارجية
- البوابة الوطنية للجماعات الترابية
- المندوبية السامية للتخطيط